# Zehneria emirnensis
Zehneria emirnensis là một loài thực vật có hoa trong họ Cucurbitaceae. Loài này được (Baker) Keraudren miêu tả khoa học đầu tiên năm 1964.